# Тадеуш Войда
Тадѐуш Во̀йда (на полски: Tadeusz Wojda) е полски римокатолически духовник, доктор по богословие, мисиолог, палотин, бялистошки архиепископ митрополит от 2017 година.

## Живот
Тадеуш Войда е роден на 29 януари 1957 година в село Коваля, близо до Келце, като четвърто дете в семейството на Анеля (с родова име Петшик) и Владислав Войда.
Получава начално образование в родното си село. През 1976 година завършва общообразователен лицей, след което постъпва в Обществото на Католическия апостолат (палотини, ОКА). В периода 1977 – 1983 година учи философия и богословие в Палотинската висша духовна семинария в село Олтажев. Паралелно, в годините 1980 – 1983 година, слуша лекции по основно богословие в Академията за католическо богословие във Варшава.
На 8 май 1983 година е ръкопложен за свещеник. Служи като викарий в енорията „Христос Крал“ в столицата. През 1984 година е изпратен от ОКА да специализира мисиология в Папския Григориански университет в Рим. Там в 1989 година защитава докторска дисертация на тема „Течения на мисионерското богословие от Мюнстер и Льовен“ (на полски: Nurty teologii misji z Münster i Louvain).
На 12 април 2017 година папа Франциск го номинира за бялистошки архиепископ митрополит. Приема епископско посвещение (хиротония) на 10 юни от ръката на кардинал Фернандо Филони, в съслужие с Едвард Озоровски, почетен бялистошки архиепископ и Хенрик Хозер, варшавско-пражки епископ. Същият ден приема канонично архиепархията и влиза в Бялистошката катедрала като архиепископ. На 29 юни в Рим получава от папата митрополитския палиум.